# Nikolai Schukow (Handballspieler)
Nikolai Schukow (russisch Николай Жуков; * um 1960 in der Sowjetunion; † 29. September 2006 in Wladiwostok, Russland) war ein russischer Handballspieler.

## Karriere
Nikolai Schukow, Sohn eines Fischers, ging in Wladiwostok zur Schule und wurde von Juri Rogonow entdeckt. Ab 1976 spielte der Torwart für den ukrainischen Verein SII Saporischschja, mit dem er den IHF-Pokal 1982/83 gewann. Das Finale im IHF-Pokal 1984/85 verpasste er, weil er wegen eines Regimeverstoßes nicht zum Einsatz kam. In der Folge wurde „Kolja“ zur Armee eingezogen und lief nach kurzer Zeit bei SKA Odessa für ZSKA Moskau auf. Mit dem Hauptstadtklub wurde er 1987 sowjetischer Meister und gewann den Europapokal der Pokalsieger 1986/87 und den Europapokal der Landesmeister 1987/88. Das Hinspiel gegen TUSEM Essen wurde mit 18:15 gewonnen. Im Finalrückspiel zeigte er nach dem 5:13-Rückstand zur Pause eine starke Leistung in der zweiten Halbzeit und trug so nach der 18:21-Niederlage zum Gewinn des Titels aufgrund der Auswärtstorregel bei. Später spielte er noch in Polen für Miedź Legnica unter seinem Trainer aus Saporischschja Semen Polonskyj.
Mit der sowjetischen Juniorennationalmannschaft gewann Schukow die U-21-Weltmeisterschaft 1979. Im Endspiel gegen Jugoslawien hielt er in der zweiten Halbzeit 17 von 26 Würfen.
Mit der sowjetischen Nationalmannschaft gewann er die Silbermedaille beim Supercup 1983 und bei der B-Weltmeisterschaft 1985.
Schukow war mit der Handballspielerin Ljudmila Salowa verheiratet. Die Ehe wurde um 1988 geschieden. Nach dem Ende seiner Spielerlaufbahn arbeitete Schukow, der bereits als Spieler unter Alkoholismus litt, in der Möbelfirma von Juri Rogonow in Wladiwostok als Schweißer, Wachmann und Hafenarbeiter. Zudem war er mit der Schwägerin Rogonows liiert. Am 29. September 2006 starb Schukow nach einem Herzinfarkt.